# Lleteresa berrugosa
La lleteresa berrugosa (Euphorbia flavicoma) DC. és una espècie de planta del gènere Euphorbia. La seva distribució és holàrtica: Mediterrània i submediterrània. Es troba en pastures i vorades de boscs. Als Països Catalans es troba a la Catalunya Nord el Principat de Catalunya i País Valencià des del nivell del mar als 1700 m d'altitud.
Planta perenne de 20 a 50 cm d'alçada. Floreix d'abril a juliol. Càpsula subglobosa berrugosa de 2,5 a 5 mm de diàmetre. Ciati de 2,3-3 mm. Euphorbia flavicoma va ser descrita per Augustin Pyrame de Candolle i publicada a Catalogus plantarum horti botanici monspeliensis 110. 1813.